# カール・フローチ
カール・フローチ（Carl Froch、1977年7月2日 - ）は、イングランドの男性元プロボクサー。ノッティンガムシャー州ノッティンガム出身。元WBC世界スーパーミドル級王者。元WBA・IBF世界スーパーミドル級統一王者。Super Six World Boxing Classic準優勝者。

## 来歴
父親はユダヤ系ポーランド人、母親はイギリス人。9歳でボクシングを始めた。
2001年、北アイルランドベルファストで開催された2001年世界ボクシング選手権大会にミドル級(75kg)で出場、準決勝で敗退するが銅メダルを獲得した。
2002年3月16日、イングランド・ロンドンでプロデビューし、4回TKO勝ち。
2003年11月28日、10戦目で空位のBBBofCイングランドスーパーミドル級王座を獲得。
2004年3月12日、12戦目でコモンウェルスイギリス連邦スーパーミドル級王座を獲得。
2004年9月24日、14戦目で空位のBBBofC英国スーパーミドル級王座を獲得し、コモンウェルスイギリス連邦王座の3度目の防衛にも成功。その後BBBofC英国王座は4度防衛、コモンウェルスイギリス連邦王座は7度防衛した。
2008年12月6日、24戦目のWBC世界スーパーミドル級王座決定戦でジャン・パスカル（カナダ）と対戦し、判定勝ちで王座を獲得。
2009年4月25日、ジャーメイン・テイラー（アメリカ合衆国）と対戦。3回にはキャリア初のダウンを奪われたが、12回にパンチの連打を浴びせレフェリーストップ勝ちとなり、王座の初防衛に成功した。

### Super Six World Boxing Classic
2009年10月17日、イングランド・ノッティンガムのナショナル・アイス・センターでSuper Six World Boxing Classicのグループステージ1として行われた試合で アンドレ・ディレル（アメリカ合衆国）と対戦し、2-1（2者が115-112、113-114）の判定勝ちで2度目の防衛に成功した。
2010年4月24日、デンマーク・ヘアニンの国際会議場でSuper Six World Boxing Classicのグループステージ2として行われた試合でミッケル・ケスラー（デンマーク）と対戦し、0-3の判定で敗れ3度目の防衛に失敗し王座陥落。初黒星を喫した。
2010年11月27日、フィンランド・ヘルシンキのハートウォールアリーナでSuper Six World Boxing Classicのグループステージ3として行われた試合でアルツール・アブラハム（ドイツ）と空位のWBC世界スーパーミドル級王座決定戦で対戦し、3-0の判定勝ちで王座獲得に成功した。
2011年6月4日、アメリカ・ ボードウォーク・ホール・ダンスホールにて、Super Six World Boxing Classicの準決勝をグレン・ジョンソン（アメリカ合衆国）と対戦し、2-0の判定勝ちで初防衛に成功し、決勝進出を決めた。
2011年12月17日、アメリカ・ボードウォーク・ホールでSuper Six World Boxing Classicの決勝戦としてWBA世界スーパーミドル級スーパー王者アンドレ・ウォード（アメリカ合衆国）と王座統一戦で対戦し、12回0-3（2者が113-115、110-118）の判定負けを喫しWBC王座の2度目の防衛に失敗し王座から陥落。WBAスーパー王座獲得に失敗しSuper Six World Boxing Classicを準優勝で終えた。
2012年5月26日、ノッティンガムのノッティンガム・アリーナでIBF世界スーパーミドル級王者ルシアン・ブーテ（ルーマニア）と対戦し、5回1分5秒TKO勝ちを収め7ヵ月ぶりに王座に返り咲きに成功した。
2012年11月17日、ノッティンガムのキャピタルFMアリーナでユーサフ・マック（アメリカ合衆国）と対戦し、3回2分30秒KO勝ちで初防衛に成功した。
2013年5月25日、ロンドンにあるO2アリーナにてWBA世界スーパーミドル級レギュラー王者ミッケル・ケスラーと再戦となる王座統一戦を行い、12回3-0（116-112、115-113、118-110）の判定勝ちを収めWBA王座（ユニファイド王座）を獲得するとともにIBF王座2度目の防衛に成功した。
2013年11月23日、マンチェスターのマンチェスター・アリーナでジョージ・グローブス（イギリス）と対戦し、9回1分33秒TKO勝ちを収めWBA王座は初防衛、IBF王座は3度目の防衛に成功したが、レフェリーのストップが速すぎたと物議を醸した。その後2014年5月31日に再戦を行う事が決定した。
2014年1月24日、IBFがカール・フローチとジョージ・グローブスに再戦を命令した。
2014年5月31日、ロンドンにあるウェンブリー・スタジアムでジョージ・グローブスとダイレクトリマッチで再戦し、8回2分34秒KO勝ちを収めWBA王座は2度目、IBF王座は4度目の防衛に成功した。
2014年6月6日、WBAはフローチを2014年5月度の月間MVPに選出された。
2015年2月3日、IBF世界スーパーミドル級王座を返上した。
2015年2月10日、WBAはIBF王座を返上し統一王者ではなくなったフローチをユニファイド王者からレギュラー王者としてランクインした。
2015年2月28日、WBAがWBA世界スーパーミドル級スーパー王者アンドレ・ウォードとの王座統一戦の交渉を30日以内に合意させ、120日以内に試合を行うよう指令を出した。対戦交渉が合意に至らない場合は入札となることを明かした。
2015年5月8日、WBAが2014年5月31日以降防衛戦を行わなかったことを理由にフローチが保持していたレギュラー王座を剥奪し、フローチをWBA世界スーパーミドル級スーパー王者アンドレ・ウォードの指名挑戦者とすることを発表した。
2015年7月14日、「ボクシングで成し遂げたきたことを誇らしく思うが、グローブを吊るすときがきた」と現役引退を表明し解説者に転身した。

## 戦績
- アマチュアボクシング：96戦 88勝 8敗
- プロボクシング：35戦 33勝 （24KO） 2敗

| 戦           | 日付           | 勝敗 | 時間     | 内容    | 対戦相手                   | 国籍           | 備考                                                             |
| ------------ | -------------- | ---- | -------- | ------- | -------------------------- | -------------- | ---------------------------------------------------------------- |
| 1            | 2002年3月16日  | ☆    | 4R 2:03  | TKO     | マイケル・ピンノック       | イギリス       | プロデビュー戦                                                   |
| 2            | 2002年5月10日  | ☆    | 1R 2:18  | KO      | オージェイ・アブラハムス   | イギリス       |                                                                  |
| 3            | 2002年8月23日  | ☆    | 1R 2:03  | TKO     | ダーレン・コビル           | イギリス       |                                                                  |
| 4            | 2002年10月25日 | ☆    | 6R       | 判定    | ポール・ボンソン           | イギリス       |                                                                  |
| 5            | 2002年12月21日 | ☆    | 1R 1:14  | TKO     | マイク・ドゥフィールド     | イギリス       |                                                                  |
| 6            | 2003年1月28日  | ☆    | 6R 2:15  | TKO     | バレリー・オーディン       | フランス       |                                                                  |
| 7            | 2003年3月5日   | ☆    | 5R 1:44  | TKO     | ワルサン・デフチャン       | イギリス       |                                                                  |
| 8            | 2003年4月16日  | ☆    | 3R 2:18  | TKO     | マイケル・モナガン         | イギリス       |                                                                  |
| 9            | 2003年10月4日  | ☆    | 8R       | 判定    | ワゲ・コチャリャン         | ロシア         |                                                                  |
| 10           | 2003年11月28日 | ☆    | 7R 1:40  | TKO     | アラン・ペイジ             | イギリス       | BBBofCイングランドスーパーミドル級王座決定戦                     |
| 11           | 2004年1月30日  | ☆    | 2R 1:07  | TKO     | ディミトリー・アダモビッチ | ベラルーシ     |                                                                  |
| 12           | 2004年3月12日  | ☆    | 12R      | 判定    | チャールズ・アダム         | ガーナ         | コモンウェルスイギリス連邦スーパーミドル級タイトルマッチ         |
| 13           | 2004年6月2日   | ☆    | 11R 1:47 | TKO     | マーク・ウールノー         | カナダ         | コモンウェルス王座防衛1                                          |
| 14           | 2004年9月24日  | ☆    | 1R 2:10  | TKO     | デーモン・ハーグ           | イギリス       | コモンウェルス王座防衛2 BBBofC英国スーパーミドル級王座決定戦     |
| 15           | 2005年4月21日  | ☆    | 8R 0:56  | TKO     | ヘンリー・ポラス           | コスタリカ     |                                                                  |
| 16           | 2005年7月9日   | ☆    | 12R      | 判定    | マシュー・バーニー         | イギリス       | コモンウェルス王座防衛3・BBBofC防衛1                             |
| 17           | 2005年12月2日  | ☆    | 5R 2:25  | TKO     | ルーベン・グローエンワル   | イギリス       | コモンウェルス王座防衛4                                          |
| 18           | 2006年2月17日  | ☆    | 9R 1:45  | TKO     | デール・ウェスターマン     | オーストラリア | コモンウェルス王座防衛5                                          |
| 19           | 2006年5月26日  | ☆    | 11R 1:21 | KO      | ブライアン・マギー         | イギリス       | コモンウェルス王座防衛6・BBBofC防衛2                             |
| 20           | 2006年11月24日 | ☆    | 3R 2:55  | KO      | トニー・ドッドソン         | イギリス       | コモンウェルス王座防衛7・BBBofC防衛3                             |
| 21           | 2007年3月23日  | ☆    | 2R 2:54  | TKO     | セルゲイ・タテボシュアン   | ロシア         |                                                                  |
| 22           | 2007年11月9日  | ☆    | 5R 終了  | TKO     | ロビン・リード             | イギリス       |                                                                  |
| 23           | 2008年5月10日  | ☆    | 4R 2:35  | TKO     | アルバート・ライバッキー   | ポーランド     |                                                                  |
| 24           | 2008年12月6日  | ☆    | 12R      | 判定3-0 | ジャン・パスカル           | カナダ         | WBC世界スーパーミドル級王座決定戦                                |
| 25           | 2009年4月25日  | ☆    | 12R 2:46 | TKO     | ジャーメイン・テイラー     | アメリカ合衆国 | WBC防衛1                                                         |
| 26           | 2009年10月17日 | ☆    | 12R      | 判定2-1 | アンドレ・ディレル         | アメリカ合衆国 | Super Six World Boxing Classicグループステージ1 WBC防衛2         |
| 27           | 2010年4月24日  | ★    | 12R      | 判定0-3 | ミッケル・ケスラー         | デンマーク     | Super Sixグループステージ2 WBC王座陥落                           |
| 28           | 2010年11月27日 | ☆    | 12R      | 判定3-0 | アルツール・アブラハム     | ドイツ         | Super Sixグループステージ3 WBC世界スーパーミドル級王座決定戦     |
| 29           | 2011年6月4日   | ☆    | 12R      | 判定2-0 | グレンコフ・ジョンソン     | ジャマイカ     | Super Six準決勝 WBC防衛1                                         |
| 30           | 2011年12月17日 | ★    | 12R      | 判定0-3 | アンドレ・ウォード         | アメリカ合衆国 | Super Six決勝/WBA・WBC世界スーパーミドル級王座統一戦 WBC王座陥落 |
| 31           | 2012年5月26日  | ☆    | 5R 1:05  | TKO     | ルシアン・ブーテ           | ルーマニア     | IBF世界スーパーミドル級タイトルマッチ                            |
| 32           | 2012年11月17日 | ☆    | 3R 2:30  | KO      | ユーサフ・マック           | アメリカ合衆国 | IBF防衛1                                                         |
| 33           | 2013年5月25日  | ☆    | 12R      | 判定3-0 | ミッケル・ケスラー         | デンマーク     | WBA・IBF世界スーパーミドル級王座統一戦 WBA獲得・IBF防衛2         |
| 34           | 2013年11月23日 | ☆    | 9R 1:33  | TKO     | ジョージ・グローブス       | イギリス       | WBA防衛1・IBF防衛3                                               |
| 35           | 2014年5月31日  | ☆    | 8R 2:34  | TKO     | ジョージ・グローブス       | イギリス       | WBA防衛2・IBF防衛4                                               |
| テンプレート |                |      |          |         |                            |                |                                                                  |

## 獲得タイトル
- BBBofCイングランドスーパーミドル級王座
- コモンウェルスイギリス連邦スーパーミドル級王座
- BBBofC英国スーパーミドル級王座
- WBC世界スーパーミドル級王座（防衛2）
- WBC世界スーパーミドル級王座（防衛1）
- IBF世界スーパーミドル級王座（防衛4）
- WBA世界スーパーミドル級レギュラー王座（防衛2）

## 表彰
- 2014年度リングマガジン ノックアウト・オブ・ザ・イヤー(ジョージ・グローブス第2戦)
- 2014年度リングマガジン イベント・オブ・ザ・イヤー(ジョージ・グローブス第2戦)